# Фернандо II (король Арагону)
Ферна́ндо II (Фердинанд II, ісп. Fernando II; 10 березня 1452 Сос, Арагон — 23 січня 1516, Мадрігалехо, Кастилія) — король Арагону (1468—1516), Неаполя (1504—1516), Валенсії, Сардинії та Наварри, граф Барселони. Представник Трастамарського дому. Син арагонського короля Хуана II й кастильської шляхтянки Хуани Енрікес. Чоловік кастильської королеви Ізабелли (1474—1504). Підтримав дружину у війні за кастильську спадщину проти її небоги Хуани та Португалії (1475—1479). Після смерті Ізабели правив як регент при своїй дочці Хуані. Разом із дружиною отримав від папи Олександра VI титул католицького правителя Іспанії (1496). Прізвисько — Като́лик (ісп. el Católico). Підписант Альгамбрського (Гранадського) едикту.

## Імена
- Ферна́ндо II (ісп. Fernando II — як король Арагону.
- Ферна́ндо V (ісп. Fernando V — як король Кастилії за правом дружини.
- Ферна́ндо Като́лик (ісп. Fernando el Católico) — за прізвиськом.

## Біографія
Фернандо II народився 10 березня 1452 року в Сосі, Арагон. Він був сином арагонського короля Хуана II від його другої дружини, кастильської шляхтянки Хуани Енрікес, сеньйори касаррубіоської.
- 1475—1479: Війна за кастильську спадщину

1496 року разом із дружиною отримав від папи Олександра IV титул католицького правителя Іспанії.
Помер у Мадрігалехо, Кастилія.

## Родина
Дружина — Ізабелла I Кастильська
Діти:
- Ізабелла (1470—1498) — першим шлюбом за інфантом Альфонсо Португальським, другим за його дядьком Мануелем I Португальським, наступним спадкоємцем престолу.
- Хуан (1478—1497) — був одружений на Маргарит Австрійської з дому Габсбургів.
- Хуана Божевільна (1479—1555) — королева Кастилії, одружена з Філіпом Красивим Габсбургом (братом Маргарити Австрійської, це були подвійні шлюби).
- Марія Арагонська (1482—1517) — після смерті сестри Ізабелли стала наступною дружиною Мануеля I Португальського.
- Катерина (Каталіна) Арагонська (1485—1536) — у першому шлюбі дружина Артура, принца Уельського, у другому — його брата Генріха VIII Тюдора.